# Seznam argentinských spisovatelů
Seznam argentinských spisovatelů obsahuje přehled některých významných spisovatelů, narozených nebo převážně publikujících v Argentině.

## A
- Federico Andahazi (* 1963)

## B
- Antonio di Benedetto (1922–1986)
- Jorge Luis Borges (1899–1986)

## C
- Adolfo Bioy Casares (1914–1999)
- Julio Cortázar (1914–1984)
- María Sonia Cristoff (* 1965)

## F
- Juan Filloy (1894–2000)

## G
- Juan Gelman (1930–2014)

## O
- Victoria Ocampová (1890–1979)

## P
- Ricardo Piglia (1941–2017)
- Abel Posse (* 1934)
- Manuel Puig (1932–1990)

## R
- Ricardo Rojas (1882–1957)

## S
- Ernesto Sábato (* 1911)
- Pablo de Santis (* 1963)
- Domingo Faustino Sarmiento (1811–1888)
- Juan José Saer (1937–2005)
- Alfonsina Storniová (1892–1938)

## T
- Jacobo Timerman (1923–1999)

## V
- Alfredo Varela (1914–1984)